# قسم حصار خروان الريفي (مقاطعة ألبرز)
قسم حصار خروان الريفي (بالفارسية: دهستان حصارخروان) هي منطقة ريفية في ناحية محمدية التابعة لمقاطعة البرز في محافظة قزوين في إيران، في تعداد عام 2006م كان عدد سكانها 8329 نسمة في 2194 أسرة. يتبع المنطقة الريفية 11 قرية.